# Self Preserved While the Bodies Float Up
Albums de Oceansize
Home and Minor
(2009)
Self Preserved While the Bodies Float Up est le quatrième album du groupe Oceansize, de rock progressif. Il sort en septembre 2010 sur le label Superball Music.

## Enregistrement
L’album a été enregistré dans leur studio personnel à Manchester, tandis que le mixage a été fait aux studios Abbey Road par Sean Magee.

## Liste des titres
Les musiques sont composées par Oceansize, et les paroles écrites par Mike Vennart
| No  | Titre                                       | Durée |
| --- | ------------------------------------------- | ----- |
| 1.  | Part Cardiac                                | 4:10  |
| 2.  | SuperImposer                                | 4:15  |
| 3.  | Build Us A Rocket Then...                   | 3:59  |
| 4.  | Oscar Acceptance Speech                     | 8:54  |
| 5.  | Ransoms                                     | 4:07  |
| 6.  | A Penny's Weight                            | 3:38  |
| 7.  | Silent/Transparent                          | 8:29  |
| 8.  | It's My Tail And I'll Chase It If I Want To | 3:36  |
| 9.  | Pine                                        | 4:55  |
| 10. | SuperImposter                               | 5:16  |
| 11. | Cloak (seulement sur l’édition spéciale)    | 3:39  |

## Contributions
Les personnes suivantes ont contribué à la création de l’album.

### Groupe
- Mike Vennart - Voix, guitare et Basse
- Steve Durose - Guitare et chœurs
- Steven Hodson - Basse, clavier et guitare
- Gambler - Guitare et clavier
- Mark Heron - Batterie et percussions

### Musiciens supplémentaires
- Claire Lemmon - Chœurs sur SuperImposer et A Penny's Weight
- Simon Neil - Chœurs sur It's My Tail And I'll Chase It If I Want To
- Semay Wu - Violoncelle
- Helen Tonge - Violon

### Enregistrement
- Oceansize - Production
- Steve Durose - Ingénieur
- Chris Sheldon - Mixage
- Sean Magee - Masterisation

### Artwork
- Tommy Davidson - Artwork